# Земљотрес у Ачеху 2012.
Земљотрес у Ачеху је био подводни потрес магнитуде 8,6 степени који је погодио покрајину Ачех у Индонезији, 11. априла 2012. године. Упозорење за цунами је издато у 28 земаља које излазе на Индијски океан.
Епицентар земљотреса био је на дубини од 22,9 километара у Индијском океану, близу обала Суматре. Након првог потреса забележено је неколико јачих трусова.